# Єфремов Федір Олександрович
Фе́дір Олекса́ндрович Єфре́мов (17.03.1867 — після 1928) — український громадський діяч та педагог.

## Життєпис
Народився 17(05).03.1867 року селі Пальчик Звенигородського повіту Київської губернії в родині священника Варварівської церкви цього ж села Олександра Олексійовича Єфремова та Одарки Дмитрівни;
Брат Сергія та Петра Єфремових, батько Сергія Єфремова.

Брати Єфремови (зліва направо) — Федір, Сергій, Петро. Київ, 1925 р.

1886 року закінчив Київську духовну семінарію, 1891-го — київський Університет святого Володимира зі ступенем кандидата природничих наук.
Мешкав у місті Катеринослав, від 1894 викладав географію та фізику в жіночому єпархіальному училищі, географію — у жіночому духовному училищі П. Л. Йоффе. 1898—1899 років — член-діловод церковно-вчительської школи. Станом на 1915 рік — статський радник. До 1917 року працював у Казенній палаті.
1912 року вступає до товариства «Просвіта». 1917 року організував і до 1918-го очолював першу в Катеринославі українську гімназію. 1924 року звільнений з роботи — за звинуваченням у членстві в УЦР (хоча до УЦР був обраний брат Сергій).
Працював викладачем Київського ветеринарного інституту, науковий співробітник ВУАН. Існують дані, що в другій половині 1920-х років жив та працював у Харкові. Після 1928 року доля невідома.